# Dự án Sidekick
Sidekick là một dự án do NASA và Microsoft cùng phát triển nhằm cung cấp trợ giúp ảo dành cho các phi hành gia sử dụng kính thực tế tăng cường Microsoft HoloLens. Kể từ tháng 12 năm 2015, Sidekick được triển khai tại Trạm Vũ trụ Quốc tế.

## Chức năng
Sidekick có hai kiểu hoạt động. Remote Expert Mode sử dụng chức năng của ứng dụng Holographic Skype—chat bằng giọng nói và video, chú thích ảo theo thời gian thực—cho phép người điều hành mặt đất và thành viên phi hành đoàn cộng tác trực tiếp về những gì phi hành gia nhìn thấy, với người điều hành mặt đất có thể xem góc nhìn của thành viên phi hành đoàn dưới dạng 3D, cung cấp hướng dẫn tương tác và vẽ chú thích vào môi trường của thành viên phi hành đoàn. Trong phần Procedure Mode, các hình minh họa ảo hoạt hình hiển thị trên đầu những vật thể khi một thành viên phi hành đoàn tương tác với chúng. Phần này có thể được sử dụng cho mục đích hướng dẫn và chỉ dẫn trong các tình huống độc lập. Các ứng dụng của Sidekick bao gồm quản lý hàng hóa trong kho, giúp hệ thống nhận diện một loại hàng hóa và có thể hiển thị đường dẫn đến nơi loại hàng đó được lưu trữ. Trước đây, các thành viên phi hành đoàn chủ yếu dựa vào các hướng dẫn in sẵn và giao tiếp bằng giọng nói khi thực hiện những nhiệm vụ phức tạp. Những khả năng do Sidekick cung cấp đềuđược phát huy như các tính năng trao quyền đầy tiềm năng cho phép giảm yêu cầu đào tạo phi hành đoàn và gia tăng hiệu quả trong các nhiệm vụ không gian sâu rộng mà sự gián đoạn liên lạc có thể làm rối bời những tác vụ khó hơn.

## Lịch sử
Sau khi thực hiện thử nghiệm mô phỏng giảm trọng lực trên máy bay không trọng lực Wonder C9, NASA đã cố gắng phóng một cặp kính HoloLens trên tàu SpaceX CRS-7 phóng lên Trạm Vũ trụ Quốc tế vào ngày 28 tháng 6 năm 2015, nhưng tên lửa Falcon 9 mang theo trọng tải đã phát nổ lúc bay được 2 phút 19 giây. Sidekick được đem ra thử nghiệm tại phòng thí nghiệm Aquarius từ cuối tháng 7 đến đầu tháng 8 năm 2015 trong khuôn khổ chuyến thám hiểm 20 của NASA gọi là NEEMO kéo dài hai tuần liền, trình diễn khả năng hoạt động của nó trong các nhiệm vụ như kiểm tra và lắp đặt thiết bị. Phần cứng HoloLens đã được chuyển giao thành công cho ISS trong sứ mệnh tiếp tế thương mại Cygnus CRS OA-4 vào ngày 9 tháng 12 năm 2015.